# بيدرو أنجولو جروس
بيدرو جروس (بالإسبانية: Pedro Gross)‏(وُلد في 26 يناير 1904  بمدريد – وتُوفي في 31 يناير 1998 بميديلين)، وهو رسام ونحات إسباني متعدد المواهب ينتمي للرمزية الانطباعية المعاصرة، بالإضافة إلى أنه كان صائغًا وممثلًا ورجل أعمال. وأنشأ علامته التجارية الأولى للدمى في إسبانيا المعروفة باسم إل ماجو جروس في الثلاثينيات والأربعينيات والخمسينيات من القرن الماضي)، فضلًا عن عمله أستاذًا للفنون الجميلة وبيع لعب الأطفال والحرف اليدوية في الأمريكتين.

## السيرة الذاتية
بداية حياته كانت صعبة فهو لم يكن يعرف والده وفقد والدته أديلا جروس (التي كانت تعمل خياطة وصائغة)، التي توفت بسبب سرطان الثدي عندما كان يبلغ من العمر 10 سنوات فأصبح يتيم بين  خضم فقر مدقع مع شقيقين أصغر منه كان عليه الاعتناء بهما.
وفي عام 1921، التحق بالجيش بدلًا من أخيه أنطونيو للذهاب إلى الجبهة في حرب الريف في مدينة تطوان وهناك شهد الفظائع التي ارتُكبت خلال الصراع، ومن هنا أظهر موهبته الفنية لأول مرة من خلال رسم تصويري بالقلم الرصاص للجنود والقادة، وأصبح الفنان التصويري لحملة الريف.
وبعد عودته إلى إسبانيا، عمل في صحيفة أبسي وأصبح صديقًا مقربًا لأنطونيو منجوتيه، من عائلة لوكا دي تينا، وينضم إلى دائرة الفنانين في مقهى فاريلا .
وفي عام 1928 تزوج جوزيفينا اجرامونت وأنجبا طفلهما الأول الذي مات بشكل مأساوي نتيجة حادث منزلي، وترك  هذا الحدث أثرًا عليه بقية حياته. وفي عام 1930 أنشأ معرضه الأول للوحات البورتوريه في صالون هيرالدو بمدريد مع النحات فرناندو بوادا. وتميزت لوحاته وصوره بسهولتها  وقدرتها وتعبيرها. وكانت هذه الخطوة ضمن بداياته لإنشاء أول علامة تجارية للدمى في إسبانيا: المعروفة باسم جروس، وكانت الدمى في بدايتها عبارة عن شخصيات من قصص بارتولوزي ومنجوتيه.
وُلدت ابنته الثانية دليلة من جوزيفينا اجرامونت، والتي كانت طفلة موهوبة في الرقص الإسباني، وتحولت بعد ذلك إلى الرقص (الشرقي) العربي وكانت أهم فنانة في هذا النوع من الرقص في الستينيات والسبعينيات.
عندما اندلعت الحرب الأهلية الإسبانية، حُرق استوديو الفنان ومصنعه بسبب رفض الجمهوريين والقوميين تصنيع آلاف دُمى الأطفال الساخرة والدعائية.

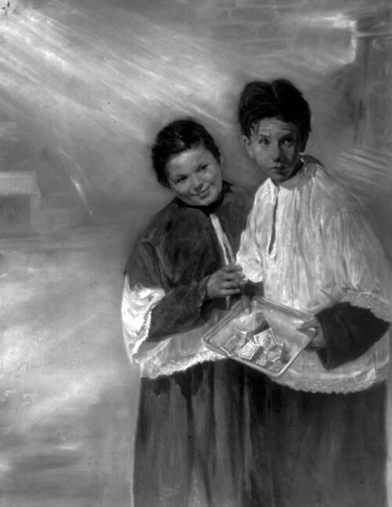
أولاد المذبح، صورة زيتية لبيدرو جروس، الجزائر 1948

## الجوائز التي حصل عليها في إسبانيا
كان بيدرو أحد شخصيات الحياة الفنية والبوهيمية في مدريد في فترة الأربعينيات والخمسينيات من القرن الماضي في إسبانيا. وحصل على وسام الشرف الذي يمنحه معرض صالونات الخريف الفني من عام 1947 إلى عام 1950 على التوالي وذلك عن أعمال: لا ماجا ديل كابوتيه (La Maja del Capote)  ودوني بلانكا دي لو ريوس (Doña Blanca de los Ríos) ولوس موناجويلوس وسينداس أوبستيناداس (Los Monaguillos and Sendas Obstinadas).

## فاريلا جينيرشن
كان بيدرو جروس جزءًا من مجموعة تسمى فاريلا جينيرشن (Varela Generation)، وهي مجموعة من المفكرين من كل أنحاء إسبانيا ومن جميع الفنون، الذين كانوا يجتمعون في فاريلا كافي في شارع بريسيادوس في مدريد، حيث كانوا يتاقشون عن الأعمال الفنية وخاصة الشعرية، ومن هناك تعلم في سن مبكر للغاية وتشكلت لديه رؤية مستقلة وتركيبية وإنسانوية، والتي تكونت بها  فكرة أشهر أعماله وهي الثلاثية التصويرية جحيم العالم أو ما يسمى (Inferno of the World).

## أهم أعماله الفنية: الثلاثية
وهي مجموعة أعمال مكونة من ثلاث لوحات قماشية كبيرة بالرسم الزيتي. حيث من خلال العمل الأول تولدت لديه فكرة السفر عبر الأمريكتين وقطع رحلة طويلة لينتج العمل الثاني الذي يعد المحور الرئيسي للثلاثية، وهم:

### لوحة شجرة الشعراء
هي لوحة زيتية تسمى شجرة الشعراء (Tree of Poets, 1957) على شكل  مشهد سينمائي معروضة حاليًا في متحف التاريخ في مدريد، فهي تعبر عن  الحب وتوحيد الصفوف والمصالحة بالرغم من أهوال الحرب الأهلية الإسبانية. كما تصور هذه اللوحة الفنية الحب كقوة عالمية مبدعة متجددة وبأنه يمثل الأمل في السلام والمساواة، وأيضاً كانت وداعًا لإسبانيا في 1957 حيث تم إيقاف 79 مثقفاً وامرأة ورجلاً في ذلك الوقت، من بينهم شعراء Verses with skirts  وهو تجمعًا أدبيًا نسائيًا كُنَّ يجتمعن في مقهى فيريلا في شارع بريسيادوس، وهنّ اللاتي يُشيد بهنّ في هذا العمل الفني. من خلال هذا العمل الأول، تولدت لدية فكرة السفر عبر الأمريكتين والبدء بعمل لوحته الثانية جحيم العالم التي تعد الجزء المحوري لهذه الثلاثية.

### لوحة جحيم العالم
لوحة جحيم العالم 1958 بيروت - 1991 ميديلين: (The Inferno of the World 1958 Beirut -1991 Medellín)، تعد لوحة جحيم العالم اللوحة الثانية لثلاثية بيدرو، وهي  تعد أهم أعماله. وربما تكون إحدى أكبر امتدادات الزمان والمكان في تاريخ الفن التصويري، وهي لوحة جدارية بدوية ضخمة كان يرسمها ويعرضها باستمرار لمدة 33 عامًا خلال تنقله بين الولايات المتحدة وأمريكا الوسطى وأمريكا الجنوبية. هي قطعة فريدة من الرمزية المعاصرة التي تمثل الكراهية باعتبارها آفة بشرية وتروي أهوالها ومآسيها في تاريخ البشرية، وتنشئ نظرة رجعية ومستقبلية لشخصياتها وأحداثها العالمية بشكل خفي، من خلال أخطبوط ضخم يرمز بأذرعه الثمانية إلى الخطايا الثمانية المميتة (من وجهة نظر جروس، فإن الخطيئة الثامنة هي الغباء). ويدافع جروس من خلال لوحته عن الحاجة إلى التغيير في مواجهة الشرور التي ستواجه العالم بشكل متزايد: الدمار وتغير المناخ والأطفال العاجزين والمستَغلين والتعصب والفساد السياسي والقومية والشعبوية والأتمتة وما إلى ذلك.

### لوحة رجل جديد؟
لوحة رجل جديد؟ A New Man؟ 1991 هي القطعة الثالثة من الثلاثية بيدرو جروس، وهي استعارة رمزية لمواجهة الجشع، ممثلة في مؤتمر يالطا الذي عقد بعد هزيمة النظام النازي. ويُعرض في هذه اللوحة العناصر التي أدت إلى ميلاد ما يسمى بالنظام الجديد والحرب الباردة بين القوى الجديدة بعد الصراع.

## سفير الفن والقيم العالمية في الأمريكتين
وهي مرحلة من النشاطات المتنقلة للرسام والنحات بيدرو جروس في كل من كولومبيا وبنما وكوستاريكا والسلفادور والولايات المتحدة، حيث كان يعرض أعماله ولوحة جحيم العالم في المتاحف الرئيسية وصالونات هذه الدول في أمريكا اللاتينية، وكان أيضاً يقوم بتدريس الفنون الجميلة والحرف اليدوية للأطفال والشباب المشردين أو المعوقين.
تزوج من آنا سواريز في كولومبيا عام 1968 وأنجب منها  طفلين خايمي جروس في بوغوتا، كولومبيا وآنا هيلينا جروس في سان خوسيه، كوستاريكا.

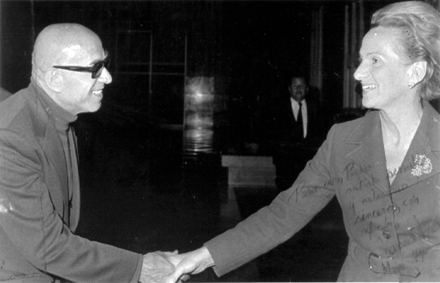
سيدة كوستاريكا الأولى كارين أولسن وبيدرو جروس في افتتاح معرض Infierno del Mundo في البنك المركزي في بنما.

أثارت أعماله خلال رحلته عبر الأمريكتين من عام 1957 إلى عام 1998 ردود فعل شديدة ما بين معارضة ومؤيدة له، مثل صداقته مع رجل الدولة الكوستاريكي العظيم بيبي فيغيريس والسيدة الأولى (زوجة الرئيس) كارين أولسن بيك، بالإضافة إلى صداقته  مع رؤساء كولومبيا ألبيرتو ليراس كامارغو وكارلوس ليراس ريستريبو.
بينما في دولة بنما عام 1972، قدم الرئيس عمر توريخوس له عرضًا لشراء لوحة جدارية جحيم العالم مما أجبر بيدرو على مغادرة البلاد بسبب رفضه. وأيضاً حصلت محاولات اغتيال له في سان سلفادور عام 1977 نتيجة لنحته نصب تذكاري للكاهن  روتيليو غراندي الذي اغتالته  فرق الموت، وكان يُسمى بمودة الأب تيلو  الذي كان يحث على محاربة الكراهية والعنف وأسس التجمعات التفكيرية التأملية مع من يُطلق عليهم الحركة الدينية الكاثوليكية مع الكهنة والفلاحين في خضم الحرب الأهلية السلفادورية.
بالعودة إلى كولومبيا في الثمانينيات، تعرض جروس أيضًا لعديد من التهديدات لإدراجه جرائم مذبحة تاكيويو التي ارتكبتها القوات المسلحة الثورية لكولومبيا  في لوحته جحيم العالم، وبسبب المقابلة التلفزيونية في برنامج Correo Cultural التي أجرتها معه غلوريا فالنسيا دي كاستانيو ولمشاركته في برنامج Tying Cabos الذي كان يقدمه الكابتن والمذيع أدولفو فالي بيريو حيث قام الرسام والنحات بيدرو جروس في بث مباشر على الهواء بإضافة الشخصية الأخيرة وآخر رسماته في لوحته جحيم العالم.
وفي السنوات الأخيرة من أعماله الفنية في الولايات المتحدة، بعمر اثنين وتسعين عامًا (92 عام)، كان من المقرر إقامة معارض كبيرة له في مركز التجارة العالمي في ميامي، ولكن تسببت نوبات قوية من الاكتئاب التفاعلي التي تعرض لها في إلغاء الحدث.
وبعد عودته إلى كولومبيا للعلاج والانعزال، تُوفي طبيعيًا عن عمر يناهز 94 عامًا في ميديلين كولومبيا في عام 1998.